# 小平武
小平 武（こだいら たけし、1937年12月13日 - 1992年3月23日）は、日本のロシア文学者、比較文学研究者、翻訳家。元北海道大学教授。

## 人物
東京出身。東京外国語大学外国語学部ロシア語学科卒業、東京大学大学院比較文化研究科修士課程修了。北海道大学言語文化部ロシア語科を経て、北海道大学教授。
ロシア・ソヴィエトの詩と演劇が専門とし、ロシア文学関係の仕事としては、マヤコフスキーやチェーホフを論じたほか、アレクサンドル・ブローク、アンドレーエフの作品を翻訳・紹介し、比較文学関係では、夏目漱石、志賀直哉、宇野浩二に関する著作を発表した。
1975年に札幌のロシア研究者たちと共に、同人雑誌「えうゐ ロシアの文学・思想」を創刊し、創刊号から第二十号まで17年間編集を担当する。1992年、食道癌のため死去。
没後は、稚内北星学園大学に小平武書籍コレクションとして、生前の蔵書の一部2500冊が寄付された。

## 翻訳
- 『ブローク詩集』（アレクサンドル・ブローク、彌生書房） 1979
- 『薔薇と十字架』（ブローク、鷲巣繁男共訳、林檎屋） 1979、のち平凡社ライブラリー 1995
- 『ロシア・フォルマリズム文学論集１』（北岡誠司ほか共訳、せりか書房） 1971
- 『ロシア・フォルマリズム文学論集 2』（北岡誠司ほか共訳、せりか書房） 1982
- 『ベールイ 銀の鳩』（アンドレイ・ベールイ、集英社、世界の文学） 1978
- 『ミールゴロド』（ゴーゴリ、服部典三共訳、河出書房新社、ゴーゴリ全集2） 1977
- 『七死刑囚物語』（アンドレーエフ、河出書房新社） 1975
- 『悪魔の日記』（レオニード・アンドレーエフ、白水社） 1972
- 『マヤコフスキーとロシヤ・アヴァンギャルド演劇』（A・リペッリーノ、河出書房新社） 1971
- 小平武 Kodaira Takeshi・Т. Кодайра『『夜』と『街から街へ』 - 初期マヤコフスキー覚え書き』  О стихах “Ночъ” и “Из улицы в улицу.” - Заметка о раннем Маяковском

(第22號 特輯　ロシア・東欧文学研究　Numéro spécial: Etudes des littératures russe et est-européenne 1972年9月 所収）